# اپس (لوئیزیانا)
اپس (به انگلیسی: Epps) شهری در ایالت لوئیزیانا کشور ایالات متحده آمریکا است که جمعیت آن در سرشماری سال ۲۰۱۰ میلادی، ۸۵۴ نفر بوده‌است.